# Comun Nuovo
Comun Nuovo là một đô thị ở tỉnh Bergamo trong vùng Lombardia của nước Ý, có vị trí cách khoảng 40 km về phía đông bắc của Milano và khoảng 9 km về phía nam của Bergamo. Vào 31 tháng 12 2006, đô thị này có dân số 3.615 người và diện tích là 6 km².
Comun Nuovo giáp các đô thị: Levate, Spirano, Stezzano, Urgnano, Verdello, Zanica.